# Соловецкое (Омская область)
Соловецкое — село в Нижнеомском районе Омской области России. Административный центр Соловецкого сельского поселения.

## География
Расположено в лесостепной зоне, в пределах Барабинской низменности, относящейся к Западно-Сибирской равнине.
Расстояние до районного центра — села Нижняя Омка — 14 км. Расстояние до областного центра — города Омска — 109 км.
Климат
резко континентальный, со значительными перепадами температур зимой и летом (согласно классификации климатов Кёппена — влажный континентальный климат (Dfb)). Многолетняя норма осадков — 403 мм. Наибольшее количество осадков выпадает в июле — 67 мм, наименьшее в марте — по 13 мм. Среднегодовая температура положительная и составляет + 0,5° С, среднесуточная температура самого холодного месяца — января − 18,7° С, самого жаркого — июля + 19,1° С.

## История
Основано в 1825 г. В 1928 г. состояло из 182 хозяйств, основное население — русские. Центр Соловецкого сельского совета Калачинского района Омского округа Сибирского края.
Соловецкий сельский Совет депутатов трудящихся и его исполнительный комитет был образован в [1923] году, входил в состав Нижнеомского района (кроме периода с 1962 по 1965 годы). Сельсовету были также подчинены деревни Локти (левый берег), Медвежья Грива, Слободка и населенное давними выходцами из Украины (вероятно — из Полтавской губернии) село Полтавка. К землям сельсовета в определённые периоды относилась также левобережная часть села Нижняя Омка. В Соловецком также находилась центральная усадьба (правление) совхоза.
Подведомственная сеть Соловецкого сельского Совета и его исполнительного комитета состояла из учреждений: 1 средняя и 4 начальные школы, амбулатория и 2 ФАПа, Соловецкий сельский дом культуры, 4 сельских клуба, детский сад, детский комбинат, столовая, 9 магазинов, рознично-торговое предприятие, комбинат бытового обслуживания населения, отделение связи, сберкасса, сельские библиотеки.
Штат Соловецкого сельского Совета состоял из председателя сельского Совета, секретаря, счетовода кассира, технички, водителя.
Первое упоминание о Соловецкой школе относится к 1891 году. Здание первой школы просуществовало недолго, сгорело. В 1921 г. построили новую школу, директором которой работал Крамор Лукьян Гордеевич. В 1966 г. школа стала средней. Долгое время её возглавлял Кононенко Иван Степанович. В годы Великой Отечественной войны в Соловецком был открыт детский дом, директор Пчельникова Евдокия Федоровна. Новое здание школы было построено в 1975 году.
Статус и границы современного Соловецкого сельского поселения установлены Законом Омской области от 30 июля 2004 года № 548-ОЗ «О границах и статусе муниципальных образований Омской области».

## Население
| 2010 |
| ---- |
| 532  |

Гендерный состав
По данным Всероссийской переписи населения 2010 года в гендерной структуре населения из 532 человек мужчин — 244, женщин — 288	(45,9 и 54,1 % соответственно)
Национальный состав
Согласно результатам переписи 2002 года, в национальной структуре населения русские составляли 91 % от общей численности населения в 690 чел..